# Шамлин, Питер
Пи́тер Э́ллиотт Шамлин (англ. Peter Elliott Shumlin; род. 24 марта 1956, Брэттлборо, Вермонт) — американский политик, представляющий Демократическую партию. Сенатор штата Вермонт от округа Уиндэм в 1992—2002 и 2006—2011 годах. Губернатор штата Вермонт с 2011 по 2017 год.

## Биография

### Ранние годы
Шамлин окончил среднюю школу Бакстон и Уэслианский университет в 1979 году. В 1980-х годах он работал в городском совете Патни и помог там основать Лэндмарк-колледж. Колледж был создан, чтобы помочь людям с ограниченными возможностями получить высшее образование. Отец Шамлина, Джордж, американец в третьем поколении, был потомком иммигрантов-евреев из России, а мать, Китти, — иммигрантка, выросшая в протестантской семье.

### Политическая карьера
В 1990—1992 годах Шамлин был членом Палаты представителей штата Вермонт от города Патни. В 1992 году он был избран в Сенат штата и вскоре стал лидером сенатского меньшинства. В 2002 году Шамлин был выдвинут кандидатом от Демократической партии на должность вице-губернатора, однако проиграл выборы республиканцу Брайану Дьюби из Эссекса.
В 2003—2006 годах Шамлин отошёл от политики, чтобы заняться семейным бизнесом, Putney Student Travel, образовательной фирмой, которая организовывает поездки студентов средней и высшей школы в зарубежные страны для ознакомления с различными культурами и подготовки к поступлению в колледж. В 2006 году Шамлина вновь выбрали в Сенат штата на место вышедшего на пенсию Рода Гэндера, который был сенатором штата с 2002 по 2006 год.
16 ноября 2009 года Шамлин выдвинул свою кандидатуру на пост губернатора штата Вермонт. 24 августа 2010 года он победил на праймериз Демократической партии, набрав 18 276 голосов (24,48 %), занявший второе место Даг Рейсин набрал 18 079 голосов (24,22 %). Пересчёт голосов подтвердил победу Шамлина. 2 ноября 2010 года Шамлин был избран губернатором, набрав 117 561 голос против 113 227 голосов республиканца Брайана Дьюби.

### Губернатор штата Вермонт
Шамлин является известным противником атомной электростанции Vermont Yankee в Верноне, которая судится за продление своей лицензии. Через два дня после избрания Шамлина губернатором, владельцы станции выставили её на продажу.
26 апреля 2011 года губернатор Шамлин выступил по телефону на шоу Рэйчел Мэддоу, где обсуждал реформу здравоохранения в своём штате. Он сказал, что верит в здравоохранение для всех и неоднократно подчёркивал, что «здравоохранение должно быть правом, а не привилегией». 26 мая 2011 года Шамлин подписал законопроект, направленный на создание системы всеобщего медицинского страхования всех граждан.
17 августа 2011 года Шамлин стал первым в США губернатором, который председательствовал на свадебной церемонии однополой пары.